# Christian Stocks
Christian Stocks (* 6. Mai 1947 in Preetz) ist ein deutscher Diplomat. Zuletzt war er von 2009 bis 2012 Botschafter in El Salvador.

## Leben
Nach dem Abitur 1966 und dem Dienst beim Bundesgrenzschutz studierte er ab 1968 Politikwissenschaften, Geschichte, Öffentliches Recht und Kunstgeschichte an der Universität Kiel. Dort wurde er 1968 Mitglied des Corps Holsatia. Später wechselte er an die Ruprecht-Karls-Universität Heidelberg, an das Institut d’études politiques de Paris und an die Sorbonne. Zwischenzeitlich war er für Studienaufenthalte an der Harvard University, der University of Essex und der University of Michigan. 1976 wurde er in Kiel zum Dr. phil. promoviert.
Im Jahr 1977 trat er in den Diplomatischen Dienst ein und fand nach Beendigung der Attachéausbildung 1979 zunächst Verwendung als Referent im Auswärtigen Amt in Bonn sowie danach von 1979 bis 1982 als Kultur- und Protokollreferent an der Botschaft in Spanien. Nach einer Tätigkeit von 1982 bis 1985 im Bundespräsidialamt als Redenschreiber der Bundespräsidenten Karl Carstens und Richard von Weizsäcker war er Ständiger Vertreter des Generalkonsuls sowie Wirtschaftsreferent am Generalkonsulat in Mumbai.
Im Anschluss folgte von 1987 bis 1990 eine Verwendung als Botschaftsrat und Stellvertretender Leiter der Politischen Abteilung an der Botschaft im Vereinigten Königreich. Nach seiner Rückkehr nach Deutschland war er Leiter der Fortbildung an der Aus- und Fortbildungsstätte des Auswärtigen Amtes und danach zwischen 1991 und 1995 Referent für Außenpolitik einer Fraktion des Bundestages.
Hiernach war er Leiter der Politischen Abteilung der Botschaft in Spanien sowie von 2000 bis 2005 Protokollchef des Landes Berlin und Leiter der Abteilung für Protokoll und Auslandsangelegenheiten in der Senatskanzlei des Landes Berlin. Im Anschluss war er zwischen 2005 und 2009 Generalkonsul in Los Angeles.
2009 wurde Stocks als Nachfolger von Jürgen Steinkrüger Botschafter in El Salvador und bekleidete dieses Amt bis zu seinem Eintritt in den Ruhestand am 30. Juni 2012. Nachfolger als Botschafter wurde daraufhin der bisherige Gesandte an der Ständigen Vertretung beim Europarat in Straßburg, Heinrich Haupt, der am 17. Juli 2012 dem elsalvadoranischen Außenminister Hugo Martínez sein Beglaubigungsschreiben übergeben hatte.
Stocks befasst sich seit Jahrzehnten mit der Landesgeschichte Schleswig-Holsteins, insbesondere mit dem Kloster Preetz.

## Veröffentlichungen
- mit Bernhard Schütz: Preetz. Ev. Adeliges Kloster, Ehem. Benediktinerinnenkloster Campus Beatae Mariae. 1975, ISBN 3-7954-4761-5 (5. Aufl. 2001).
- mit Bernhard Schütz: Adeliges Gut Damp : Schleswig-Holstein, Kreis Rendsburg-Eckernförde, München 1976.
- Sozialstruktur und Wahlverhalten in Massachusetts : eine Aggregatdatenanalyse der Gemeinden Massachusetts, Dissertation Universität Kiel 1977, Meisenhain am Glan 1978, ISBN 3-445-01606-2
- mit Bernhard Schütz: Klosterkirche Preetz, Regensburg 1994
- mit Ulrich Knapp: Das Adelige Kloster zu Preetz. Geschichte – Grundherrschaft – Klosterhof. 2., verbesserte u. erweiterte Auflage. Adeliges Kloster Preetz 2024, ISBN 978-3-00-079619-7.